# Oscar Uddenäs
Oscar Uddenäs, né le 17 août 2002 à Lomma en Suède, est un footballeur suédois qui évolue au poste d'ailier droit à Östers IF.

## Biographie

### En club
Né à Lomma en Suède, Oscar Uddenäs est formé par le Malmö FF avant de rejoindre la SPAL Ferrara le 26 juillet 2019.
Lors de l'été 2020, après un passage en Italie où il n'a jamais eu sa chance, Oscar Uddenäs fait son retour dans son pays natal, s'engageant avec l'IFK Värnamo. C'est avec ce club qu'il fait ses débuts en professionnel, jouant son premier match le 10 avril 2021 contre le Landskrona BoIS, en championnat. Il entre en jeu et son équipe s'incline par deux buts à zéro ce jour-là.
Le 6 décembre 2021, Oscar Uddenäs signe en faveur du BK Häcken pour un contrat courant jusqu'en décembre 2025. Uddenäs joue son premier match dans l'Allsvenskan le 2 avril 2022, lors de la première journée de la saison 2022 contre l'AIK Solna. Titularisé, il provoque le penalty transformé par Alexander Jeremejeff sur l'ouverture du score avant d'inscrire son premier but dans l'élite du football suédois, participant ainsi à la victoire des siens (4-2). Il participe au sacre du BK Häcken, le club remportant le championnat de Suède pour la première fois de son histoire lors de la saison 2022. Uddenäs a la particularité d'avoir remporté le championnat de Suède de troisième, deuxième et première division sur trois années consécutives.
Le 29 juillet 2023, Oscar Uddenäs rejoint les Pays-Bas afin de s'engager en faveur de l'Excelsior Rotterdam. Il signe un contrat de trois ans, soit jusqu'en juin 2026 et avec une année supplémentaire en option,.

### En sélection
Oscar Uddenäs représente l'équipe de Suède des moins de 20 ans pour un total de deux matchs joués en 2021.

## Palmarès
BK Häcken
- Championnat de Suède :
  - Champion : 2022.